# 阮丹宁
阮丹宁（1975年2月18日—），福建周宁人，中国女演员，现在上海话剧艺术中心工作。出演过多部影视剧，其中以《上官婉儿》最为出名。

## 概述
阮丹宁出生在周宁县的一个教师世家中，受到了良好的教育，是个土生土长的福建人。1993年，本准备报考厦门大学新闻系的她却被上海戏剧学院话剧表演班录取，为当年录取的15名考生之一，也是自1985年后，福建省首名考入上海戏剧学院的学生。
对于成为演员，阮丹宁有自己的看法，小时候的她和艺术无缘，也没有接受过戏剧方面的任何训练，再加上一口的闽南话，所以刚进上戏的时候什么都不懂。但出演《上海人在东京》是个意外的惊喜，一张白纸的她能够和葛优等大牌演员合作，阮丹宁觉得自己还是很幸运的。

## 简历
- 周宁县第一中学
- 福建省话剧团（1992年-1993年）
- 上海戏剧学院

## 电视剧
- 1993年
  - 《东方小故事之李晨训女》 饰 小红
- 1994年
  - 《上海人在东京》饰 白洁
  - 《无花果》饰 姚遥
  - 《血泊楼兰古墓魅影》饰 翠翠
  - 《卧龙小诸葛》饰 蔡玉蛟
  - 《王亚樵》饰 余婉君
  - 《裂缝》饰 白雪
  - 《跪下》饰 沈冬
  - 《千秋英烈传·忘情诀》 饰 小环
  - 《上官婉儿》饰 上官婉儿
- 1996年
  - 《相煎上海滩》饰 裴雪梅
- 1998年
  - 《新鸳鸯蝴蝶梦》饰 女主角
- 1999年
  - 《致命邂逅》饰 沈国岚
- 2000年
  - 《跪下》饰 沈冬
  - 《小迷糊闯江湖》饰 袁妃
  - 《爱情底片》饰 桑梓
- 2001年
  - 《铁齿铜牙纪晓岚》饰 苏卿怜
- 2002年
  - 《浦江豪侠》饰 馀婉君
- 2003年
  - 《风云争霸》饰 宋吟荷
- 2004年
  - 《天龙八部》饰 甘宝宝
  - 《醋溜族》友情出演：莹莹

## 电影
- 1993年
  - 《火车,在黎明到达》
- 1994年
  - 《真情灿烂》饰 夏叶
  - 《舞女》饰 小茜
- 1997年
  - 《世纪约会》饰 雯雯
- 1999年
  - 《说出你的秘密》饰 小雅
- 2000年
  - 《因为有爱》
- 2003年
  - 《毛泽东去安源》饰 杨开慧